# Cuverville, Eure
 Cuverville  là một xã thuộc tỉnh Eure trong vùng Normandie miền bắc nước Pháp.